# Dominik Nerz
Dominik Nerz (ur. 25 sierpnia 1989 w Wangen im Allgäu) – niemiecki kolarz szosowy i torowy.
W 2006 został mistrzem Niemiec w kolarstwie torowym w klasie juniorów. W następnym roku zwyciężył w klasie juniorów w jednym z etapów, a także w punktacji ogólnej w wyścigu Giro di Toscana. Podczas Trofeo Karlsberg zajął drugie miejsce w klasyfikacji generalnej. Był pierwszy w Tour du Valromey, Internationalen Cottbus Rundfahrt oraz Napoleoncup. W 2009 jeździł dla niemieckiego teamu Continental Team Milram, a w 2010 przejęty został przez Team Milram. Było o nim głośno, gdy w październiku 2010 podano wiadomość, iż od 2011 rozpocznie starty dla włoskiego teamu Liquigas-Cannondale.

## Najważniejsze osiągnięcia
- 2006
  -  1. miejsce w mistrzostwach Niemiec juniorów (wyścig pościgowy na torze)
  - 1. miejsce w Tour de Valromey
- 2007
  - 1. miejsce na 1. etapie Giro di Toscana
  - 1. miejsce na 3. etapie Trofeo Karlsberg
- 2008
  - 2. miejsce w Wernigeröder Radsporttage
  - 3. miejsce w GP Hydraulika Mikolasek
- 2009
  -  1. miejsce w mistrzostwach Niemiec do lat 23 ze startu wspólnego
  - 1. miejsce na 6. etapie Giro della Valle d’Aosta
- 2010
  - 1. miejsce w Goldenes Rad Wangen[1]
- 2011
  - 3. miejsce na 19. etapie Vuelta a España
- 2012
  - 2. miejsce w Eschborn-Frankfurt City Loop
- 2014
  - 9. miejsce w Tour de Pologne

## Starty w Wielkich Tourach
| Grand Tour | 2011 | 2012 | 2013 | 2014 | 2015 | 2016 |
| ---------- | ---- | ---- | ---- | ---- | ---- | ---- |
| Giro       | -    | -    | -    | -    | -    | -    |
| Tour       | -    | 47.  | -    | -    | DNF  | -    |
| Vuelta     | 38.  | -    | 14.  | 18.  | -    | -    |